# Aeschynomene acapulcensis
Aeschynomene acapulcensis är en ärtväxtart som beskrevs av Joseph Nelson Rose. Aeschynomene acapulcensis ingår i släktet Aeschynomene och familjen ärtväxter. Inga underarter finns listade i Catalogue of Life.